# 2018년 전국동계체육대회
제99회 전국동계체육대회는 2017년 12월 25일부터 2018년 2월 4일까지 서울특별시, 강원도에서 열렸다.

## 경기장
강원도
- 평창군 알펜시아경기장 – 바이애슬론, 크로스컨트리 스키
- 평창군 휘닉스파크 – 스노보드
- 정선군 하이원리조트 – 알파인 스키
- 횡성군 웰리힐리파크 – 스노보드

서울특별시
- 노원구 태릉 국제 스케이트장 – 스피드 스케이팅
- 양천구 목동아이스링크 – 아이스하키, 피겨 스케이팅

경기도
- 의정부시 의정부종합운동장 실내빙상장 – 쇼트트랙 스피드 스케이팅

충청북도
- 진천군 진천선수촌 – 컬링

## 종목
- 바이애슬론
- 쇼트트랙 스피드 스케이팅
- 스노보드
- 스피드 스케이팅
- 아이스하키
- 알파인 스키
- 컬링
- 크로스컨트리 스키
- 피겨 스케이팅

## 참가선수단
17개 시도에서 총 2,653명이 참가하였다.
| - 강원도 - 경기도 - 경상남도 - 경상북도 | - 광주광역시 - 대구광역시 - 대전광역시 - 부산광역시 | - 서울특별시 - 울산광역시 - 인천광역시 - 전라남도 | - 전라북도 - 제주특별자치도 - 충청남도 - 충청북도 | - 세종특별자치시 |